# 루 거스너

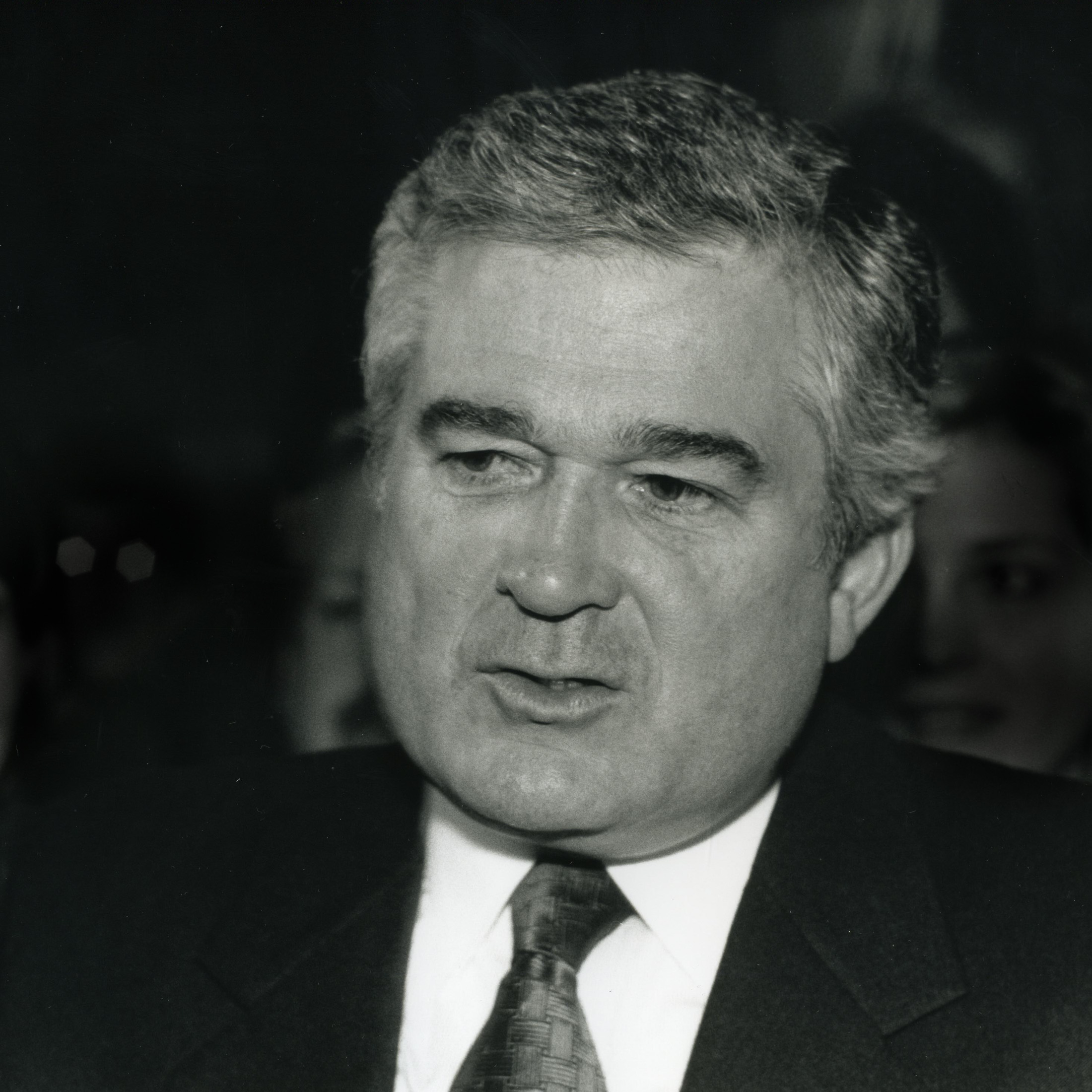
루 거스너. (1995년 경)

루 거스너(Louis V. Gerstner, Jr., 1942년 3월 1일~)는 미국의 기업인이다. 맥킨지 & 컴퍼니 컨설턴트, 아메리칸 엑스프레스 CEO, RJR 나비스코 CEO를 거쳐 1993년부터 2002년까지 IBM 회장 겸 CEO를 역임했다. IBM 80여년 역사상 최초로 외부에서 영입된 CEO였으며, 역사상 최악의 적자행진을 계속하던 IBM을 되살렸다는 평가를 받는다.
2001년 명예 KBE훈장(외국인대상 명예훈장)을 받았다.